# Pierre Harmel
Pierre Harmel (Uccle, 16 de março de 1911 — Bruxelas, 15 de novembro de 2009) foi um advogado, político democrata-cristão e diplomata da Bélgica. Ocupou o lugar de primeiro-ministro da Bélgica (ou Ministro-Presidente) de 28 de Julho de 1965 a 19 de Março de 1966.

## Juventude
Ele nasceu em Uccle, filho de pai Charles Harmel e mãe Eusibie André. Ele estudou Direito na Universidade de Liège (Liège), onde obteve os títulos de Doutor em Direito e Mestre em Ciências Sociais em 1933. Durante seus estudos, foi ativo na Association catholique belge, da qual se tornou o presidente em 1938.
Em 1947, foi nomeado professor de Direito na Universidade de Liège.

## Carreira política

### Carreira política inicial
Membro do PSC-CVP desde a sua criação em 1945, Harmel foi eleito deputado pela primeira vez nas eleições parlamentares de 17 de fevereiro de 1946. Manteria a sua cadeira ininterrupta até 1971.
Harmel representou a Bélgica na quarta sessão da Assembleia Geral das Nações Unidas em 1949. Posteriormente, ele foi membro de vários governos nas décadas de 1950 e 1960.

### Guerra nas escolas
Durante o seu período como Ministro da Educação (8 de junho de 1950 a 22 de abril de 1954), Harmel aumentou os salários dos professores em escolas privadas (isto é, católicas) e introduziu leis que vinculavam os subsídios para escolas privadas ao número de alunos. Essas medidas foram percebidas pelos secularistas (isto é, os liberais e socialistas anticlericais) como uma declaração de guerra. Quando as eleições de 1954 levaram ao poder uma coalizão de socialistas e liberais, o novo ministro da Educação, Leo Collard, imediatamente se dispôs a reverter as medidas tomadas por seu antecessor, gerando protestos em massa do bloco católico. Um acordo foi finalmente encontrado pelo próximo governo (um governo de minoria católica liderado por Gaston Eyskens), e a "Guerra nas Escolas" foi concluída em 6 de novembro de 1958 pelo Pacto Escolar. André Molitor foi um dos principais arquitetos do pacto escolar.

### Ministro da Justiça, Primeiro-Ministro e Ministro das Relações Exteriores
Harmel foi Ministro da Justiça no segundo governo liderado por Gaston Eyskens (23 de junho de 1958 - 6 de novembro de 1958), depois Ministro da Cultura (6 de novembro de 1958 - 3 de setembro de 1960) e Ministro da Função Pública (3 de setembro de 1960 - 25 de abril 1961) no terceiro gabinete Eyskens.
Primeiro-ministro da Bélgica de 28 de julho de 1965 a 19 de março de 1966, Harmel liderou uma coalizão composta por democratas-cristãos e socialistas. Finalmente, ele foi Ministro das Relações Exteriores na coalizão Liberal-Cristã Democrata liderada por Paul Vanden Boeynants (19 de março de 1966 - 7 de fevereiro de 1968). Como Ministro dos Negócios Estrangeiros, presidiu à reunião de abertura das negociações de alargamento entre a CEE e os quatro candidatos à adesão à Comunidade em Junho de 1970. Com efeito, a declaração de abertura de Harmel à conferência de alargamento constituiu, desde então, a base da posição de abertura da Comunidade para futuras discussões de alargamento.
Como Ministro dos Negócios Estrangeiros, apresentou um relatório intitulado "Futuras Tarefas da Aliança" ao Conselho de Ministros da OTAN. O relatório, aprovado pelo conselho em dezembro de 1967, continha a chamada "Doutrina Harmel". Advogou uma defesa forte combinada com boas relações diplomáticas com os países do Pacto de Varsóvia. A Doutrina Harmel ajudou a pavimentar o caminho que levou à Cúpula de Helsinque em 1975 e à criação da OSCE. próprio Harmel visitou vários países do Pacto de Varsóvia.

### Carreira posterior
Após 25 anos na Câmara dos Deputados, Harmel foi senador de 1971 a 1977. Foi nomeado Ministro de Estado a partir de 1973. Em 1988, recebeu o título de doutor honorário da Universidade Católica de Lovaina e, em 1991, foi elevado a nobreza belga pelo rei Baudouin com o título hereditário de Conde Harmel (holandês: graaf Harmel).

## Vida pessoal
Harmel foi casado com Marie-Claire Van Gehuchten em 22 de maio de 1946. Juntos, eles tiveram 6 filhos, quatro filhos e duas filhas. Harmel morreu em 15 de novembro de 2009 com 98 anos. Sua esposa morreu em 2018.